# Campeonato de España de selecciones autonómicas de fútbol de 2014
El Campeonato de España de selecciones autonómicas de fútbol de 2014 es la 24.ª edición del campeonato. El mismo, de carácter amateur es disputado durante la temporada 2013-14 entre las diferentes selecciones de fútbol regionales de aficionados bajo el amparo de la Real Federación Española de Fútbol (RFEF). Cada uno de los equipos compite en representación de su comunidad autónoma, siendo un total de diecinueve participantes.

## Categoría masculina

### Sub-18

#### Primera fase
| Grupo A       | Pts | PJ | PG | PE | PP | GF | GC | Dif |
| ------------- | --- | -- | -- | -- | -- | -- | -- | --- |
| C. Valenciana | 4   | 2  | 1  | 1  | 0  | 5  | 1  | +4  |
| Extremadura   | 4   | 2  | 1  | 1  | 0  | 1  | 0  | +1  |
| I. Baleares   | 3   | 2  | 1  | 0  | 1  | 4  | 5  | -1  |
| Ceuta         | 0   | 2  | 0  | 0  | 2  | 0  | 4  | -4  |

| Grupo B   | Pts | PJ | PG | PE | PP | GF | GC | Dif |
| --------- | --- | -- | -- | -- | -- | -- | -- | --- |
| Cantabria | 6   | 2  | 2  | 0  | 0  | 5  | 1  | +4  |
| Galicia   | 3   | 2  | 1  | 0  | 1  | 3  | 3  | +0  |
| Melilla   | 0   | 2  | 0  | 0  | 2  | 0  | 4  | -4  |

| Grupo C  | Pts | PJ | PG | PE | PP | GF | GC | Dif |
| -------- | --- | -- | -- | -- | -- | -- | -- | --- |
| Navarra  | 4   | 2  | 1  | 1  | 0  | 3  | 1  | +2  |
| Cataluña | 1   | 1  | 0  | 1  | 0  | 1  | 1  | +0  |
| La Rioja | 0   | 1  | 0  | 0  | 1  | 0  | 2  | -2  |

| Grupo D            | Pts | PJ | PG | PE | PP | GF | GC | Dif |
| ------------------ | --- | -- | -- | -- | -- | -- | -- | --- |
| País Vasco         | 4   | 2  | 1  | 1  | 0  | 5  | 0  | +5  |
| Castilla-La Mancha | 4   | 2  | 1  | 1  | 0  | 1  | 0  | +1  |
| R. Murcia          | 0   | 2  | 0  | 0  | 2  | 0  | 6  | -6  |

| Grupo E         | Pts | PJ | PG | PE | PP | GF | GC | Dif |
| --------------- | --- | -- | -- | -- | -- | -- | -- | --- |
| Aragón          | 6   | 2  | 2  | 0  | 0  | 2  | 0  | +2  |
| Castilla y León | 3   | 2  | 1  | 0  | 1  | 2  | 2  | +0  |
| Asturias        | 0   | 2  | 0  | 0  | 2  | 1  | 3  | -2  |

| Grupo F     | Pts | PJ | PG | PE | PP | GF | GC | Dif |
| ----------- | --- | -- | -- | -- | -- | -- | -- | --- |
| Andalucía   | 6   | 2  | 2  | 0  | 0  | 5  | 1  | +4  |
| C. Madrid   | 1   | 2  | 0  | 1  | 1  | 2  | 4  | -2  |
| I. Canarias | 1   | 2  | 0  | 1  | 1  | 1  | 3  | -2  |

|  | Equipos clasificados para las semifinales. |